# قائمة سفراء أستراليا لدى العراق
سفراء أستراليا لدى العراق هم ضباط في وزارة الخارجية والتجارة الأسترالية ورؤساء سفارة الكومنولث الأسترالي لدى جمهورية العراق في بغداد. يتمتع هذا المنصب برتبة ومكانة سفير فوق العادة ومفوض ويشغله حاليًا غلين مايلز منذ نوفمبر 2023.
تتمتع العراق وأستراليا بعلاقات دبلوماسية رسمية منذ أن اعترفت الحكومة الأسترالية برئاسة غوف وايتلام بالجمهورية العراقية في عام 1973. ومع ذلك، كانت الاتصالات بين أستراليا والعراق أقدم بكثير، حيث ترجع إلى عهد الانتداب البريطاني على العراق ومملكة العراق المحمية البريطانية من عام 1935.
في 2 ديسمبر 1973، أعلن وزير الخارجية دون ويلسي أن العراق وأستراليا ستقيمان علاقات دبلوماسية مع السفير الأسترالي في بيروت ليُعتَمَد لدى العراق. لم يُعَيَّن سفير مقيم حتى عام 1976، حيث أصبح نيل تروسكوت أول سفير مقيم في أوائل عام 1977. ومع غزو العراق للكويت الذي بدأ حرب الخليج الأولى في أغسطس 1990، أصبحت العلاقات بين البلدين متوترة بشدة وانقطعت العلاقات الدبلوماسية في يناير 1991 مع انسحاب السفير بيتر لويد مباشرة قبل عملية عاصفة الصحراء . ظلت العلاقات مقطوعة حتى الإطاحة بنظام صدام حسين وإنشاء البعثة الأسترالية في بغداد في 3 مايو 2003، مباشرة بعد غزو العراق عام 2003. رُقِّيَت إلى سفارة في 29 يونيو 2004 بعد نقل السلطة السيادية إلى الحكومة العراقية المؤقتة.

## رؤساء البعثات
| ترتيب         | شاغل المنصب         | لقب                      | سكن          | تاريخ بدء الولاية | تاريخ انتهاء الولاية | مدة البقاء في المنصب | ملاحظات       |
| ------------- | ------------------- | ------------------------ | ------------ | ----------------- | -------------------- | -------------------- | ------------- |
| 1             | بيير هاتن           | سفير أستراليا لدى العراق | بيروت، لبنان | 1974              | 1975                 | 0–1 سنة              |               |
| 2             | بيتر كيرتس          | سفير أستراليا لدى العراق | بيروت، لبنان | 1975              | أكتوبر 1976          | 0–1 سنة              |               |
| لا يوجد       | ج.م. ستاري          | القائم بالأعمال          | بغداد        | أكتوبر 1976       | 1977                 | 0–1 سنة              |               |
| 3             | نيل تروسكوت         | سفير أستراليا لدى العراق | بغداد        | 1977              | 1979                 | 1–2 سنة              | [ 8 ]         |
| 4             | ج.م. ستاري          | سفير أستراليا لدى العراق | بغداد        | 1979              | 1981                 | 1–2 سنة              |               |
| 5             | أ.ل. فينسنت         | سفير أستراليا لدى العراق | بغداد        | 1981              | 1983                 | 1–2 سنة              |               |
| 6             | مايلز كوبا          | سفير أستراليا لدى العراق | بغداد        | 1983              | 1986                 | 2–3 سنة              |               |
| 7             | روري ستيل           | سفير أستراليا لدى العراق | بغداد        | 1986              | 1989                 | 2–3 سنة              |               |
| 8             | بيتر لويد           | سفير أستراليا لدى العراق | بغداد        | 1989              | يناير1991            | 1–2 سنة              | [ 9 ]         |
| عُلِّقَت العلاقات |                     |                          |              |                   |                      |                      |               |
| 9             | نيل مولز            | رئيس البعثة              | بغداد        | 3 مايو 2003       | 29 يونيو 2004        | 1 سنة و5 شهور        | [ 10 ] [ 11 ] |
| 9             | نيل مولز            | سفير أستراليا لدى العراق | بغداد        | 29 يونيو 2004     | أكتوبر 2004          | 1 سنة و5 شهور        | [ 10 ] [ 11 ] |
| 10            | هوارد براون         | سفير أستراليا لدى العراق | بغداد        | أكتوبر 2004       | أغسطس 2006           | 1 سنة و10 شهور       | [ 12 ]        |
| 11            | مارك إينيس-براون    | سفير أستراليا لدى العراق | بغداد        | أغسطس 2006        | أغسطس 2008           | 2 سنوات              | [ 13 ]        |
| 12            | روبرت تايسون        | سفير أستراليا لدى العراق | بغداد        | أغسطس 2008        | أغسطس 2011           | 3 سنوات              | [ 14 ]        |
| 13            | ليندال ساكس         | سفير أستراليا لدى العراق | بغداد        | أغسطس 2011        | 20 يوليو 2015        | 3 سنوات و11 شهور     | [ 15 ] [ 16 ] |
| 14            | كريستوفر لانغمان    | سفير أستراليا لدى العراق | بغداد        | 20 يوليو 2015     | 10 يناير 2018        | 2 سنوات و174 أيام    | [ 17 ] [ 18 ] |
| 15            | الدكتورة جاون لوندس | سفير أستراليا لدى العراق | بغداد        | 10 يناير 2018     | 16 ديسمبر 2020       | 2 سنوات و341 أيام    | [ 19 ]        |
| 16            | بولا غانلي          | سفير أستراليا لدى العراق | بغداد        | 16 ديسمبر 2020    | 16 نوفمبر 2023       | 4 سنوات و245 أيام    | [ 20 ]        |

## روابط خارجية
السفارة الأسترالية في العراق